# Azraquisme
L'azraquisme (de l'àrab الأزارقة, al-azāriqa, del nom del seu fundador, Ibn al-Àzraq) va ser una branca molt radical de l'islam sorgida del kharigisme a Pèrsia l'any 685, fundada per Nafi ibn al-Àzraq al-Hanafí al-Handhalí. Aquest va declarar apòstates tots els altres musulmans, considerant el territori que ocupaven com a part de Dar al-Kufra, o territori dels no-creients, en què es permet atacar persones i béns. Com a tals, podien ser assassinats en tota impunitat, així que llurs dones i fills.

## Història
Després de dominar Bàssora va haver de sortir de la ciutat cap al Khuzestan i va morir el 685 a la batalla de Dulab i el va succeir Ubayd-Al·lah ibn al-Màhuz.
Durant mesos la regió entre Bàssora i Ahwaz fou teatre de saquejos i destruccions; el general Al-Muhàl·lab ibn Abi-Sufra el va derrotar a prop de Sillabra a l'est del Dujayl i Ubayd-Al·lah ibn al-Màhuz va morir a la lluita (686). Li succeí el seu germà Zubayr ibn al-Màhuz, que va reorganitzar les seves forces, retornant a l'Iraq d'on es va haver de retirar i va morir en un atac a Esfahan (687 o 688) i els seus homes es van dispersar per Fars i Kirman.
La direcció va passar a Qatarí ibn al-Fujaa, que va saber reorganitzar les forces i al cap d'un temps va ocupar Ahwaz i va tornar cap a l'Iraq, en direcció a Bàssora. Muhallab ibn Abi Sufra, ara governador de Mossul va ser cridat per fer front al perill però no va acosneguir cap èxit decisiu. A partir del [694] els azraquites foren expulsats primer cap a Fars i després al Kirman on es van establir a Djiraft, que fou el seu quarter durant uns tres o quatre anys. Les divisions que van esclatar entre àrabs i mawalis van obligar a Qatarí a fugir cap al Tabaristan amb els seus seguidors, mentre els mawali van prendre el control de Djiraft dirigits per Abd-Rabbih al-Kabir. Aquesta divisió va facilitar la tasca a Muhallab que va poder massacrar a tots els azraquites de Kirman en pocs mesos. Qatarí, perseguit al Tabaristan, fou derrotat i mort (698/699).
Les restes dels azraquites que es van refugiar a Sadhawwar a prop de Kumis, foren assetjats i exterminats quan van intentar una sortida desesperada.
El moviment va rebrotar més tard al Màgrib.

## Llista d'imams azraquites
- Nafi ibn al-Àzraq al-Hanafí al-Handhalí 684-685
- Ubayd-Al·lah ibn al-Màhuz 685-186
- Zubayr ibn al-Màhuz, 686-687/688
- Qatarí ibn al-Fujaa 687/688-698/699
- Abd-Rabbih al-Kabir 697-698